# Episodi di The Last Kingdom (seconda stagione)
La seconda stagione della serie televisiva The Last Kingdom è stata trasmessa in prima visione nel Regno Unito da BBC Two dal 16 marzo al 4 maggio 2017.
In Italia la stagione è andata in onda dal 10 novembre all'8 dicembre 2017 su Premium Action. Nell'edizione italiana gli otto episodi da 58 minuti l'uno sono stati rimontati in modo da formare dieci episodi di circa 45 minuti ciascuno.
| nº | Titolo originale | Titolo italiano         | Prima TV Regno Unito | Prima TV Italia  |
| -- | ---------------- | ----------------------- | -------------------- | ---------------- |
| 1  | Episode 1        | Vendetta                | 16 marzo 2017        | 10 novembre 2017 |
| 2  | Episode 2        | La rivincita di Uhtred  | 23 marzo 2017        | 10 novembre 2017 |
| 3  | Episode 3        | Nuove alleanze          | 30 marzo 2017        | 17 novembre 2017 |
| 4  | Episode 4        | Nozze di sangue         | 6 aprile 2017        | 17 novembre 2017 |
| 5  | Episode 5        | Un piano ingegnoso      | 13 aprile 2017       | 24 novembre 2017 |
| 6  | Episode 6        | Un incontro inaspettato | 20 aprile 2017       | 24 novembre 2017 |
| 7  | Episode 7        | La profezia             | 27 aprile 2017       | 1º dicembre 2017 |
| 8  | Episode 8        | Il tranello             | 4 maggio 2017        | 1º dicembre 2017 |